# Якубович, Яков Демьянович
Яков Демьянович Якубович (укр. Яків Дем'янович Якубович; ? — 1757) — генеральный есаул Войска Запорожского.

## Биография
Отец Якубовича в 1712 и 1713 годах занимал уряд Жоровавского сотника, Прилуцкого полка. С 1725 года Якубович был бунчуковым товарищем в Низовом корпусе, но в феврале 1728 года был отпущен домой. Затем Якубович принимал участие в Польском (1734), Крымском (1737), Днепровском (1738) и Хотинском (1739) походах и, кроме того, в 1735 году был в составе посольства, отправленного в этом году в Польшу. В 1737 году Якубович просил уже об определении его в должность генерального есаула на место занимавшего в то время этот уряд Ивана Мануйловича, который болел, но просьба его была удовлетворена лишь 13 ноября 1740 года — последовал Именной указ генерал-лейтенанту Я. В. Кейту, управлявшему тогда малороссийскими делами и генеральной войсковой канцелярией, о пожаловании в генеральные есаулы бунчукового товарища Якова Якубовича. Занимая этот уряд, Якубович в 1751 году говорил речь в Глухове по случаю прибытия туда нового гетмана и ехал вместе с двенадцатью бунчуковыми товарищами с правой стороны кареты гетмана для публичного чтения Высочайшей грамоты о пожаловании гетманства К. Г. Разумовскому. В начале мая 1752 года Якубович. вместе с Г. Н. Тепловым, генеральным писарем Безбородко и десятью бунчуковыми товарищами сопровождал Разумовского в его поездке для осмотра малороссийских полков. В следующем году, когда гетман был в Петербурге, управление делами в Глухове, после отъезда Теплова, было поручено сперва Кочубею и Скоропадскому, а потом, вследствие ордера из Петербурга, место последнего занято было Якубовичем. В 1755 году Якубович был назначен командиром над пятью тысячами казаков, предназначенных для выступления к прусским границам, но вследствие ходатайства гетмана отряд казаков был уменьшен до тысячи человек, причём начальство над ними поручено было Якуюовичу, прилуцкому полковнику Галагану и полковым обозным. Умер Якубович в 1757 году.